# Josef Posipal
Josef „Jupp“ Posipal (20. června 1927, Lugoj – 21. února 1997, Hamburk) byl německý fotbalista narozený v Rumunsku. Reprezentoval Německou spolkovou republiku. Nastupoval především na postu obránce.

## Život
Josef Posipal se narodil v rodině etnických Němců na území Rumunska. V roce 1943 rodina přesídlila do Německa. V roce 1951 získal Posipal západoněmecké občanství.
S německou reprezentací se stal mistrem světa roku 1954, na vítězném šampionátu odehrál pět utkání ze šesti. V národním týmu působil v letech 1951–1956, za tu dobu v něm nastoupil k 32 zápasům, v nichž vstřelil 1 gól.
V letech 1949–1958 působil v klubu Hamburger SV. Dvakrát se s ním probojoval do finále německého mistrovství (1957, 1958), titul ale nikdy nezískal.